# Sympherobius distinctus
Sympherobius distinctus là một loài côn trùng trong họ Hemerobiidae thuộc bộ Neuroptera. Loài này được Carpenter miêu tả năm 1940.